# مازن الياسين
مازن الياسين (مواليد 8 يوليو 1996) هو عداء سعودي متخصص في سباقات 400 متر. فاز بميدالية فضية في دورة الألعاب الآسيوية للصالات المغلقة. بتحقيقه لزمن 46.35، فهو يعد حامل الرقم القياسي الوطني السعودي الحالي.

## المسابقات الدولية
| العام          | المسابقة                                                                        | المكان         | المركز         | حدث             | ملاحظة                                                 |
| ممثلا السعودية | ممثلا السعودية                                                                  | ممثلا السعودية | ممثلا السعودية | ممثلا السعودية  | ممثلا السعودية                                         |
| -------------- | ------------------------------------------------------------------------------- | -------------- | -------------- | --------------- | ------------------------------------------------------ |
| 2013           | بطولة العالم للشباب لألعاب القوى 2013                                           | دونيتسك        | 9th (sf)       | 400 متر         | 46.99                                                  |
| 2013           | ألعاب القوى في دورة ألعاب التضامن الإسلامي 2013 ‏                                | فلمبان         | 8th (h)        | 200 متر         | 21.581                                                 |
| 2013           | ألعاب القوى في دورة ألعاب التضامن الإسلامي 2013 ‏                                | فلمبان         | 1st            | 4 × 400 m relay | 3:03.70                                                |
| 2014           | بطولة آسيا لألعاب القوى للناشئين 2014                                           | تايبيه         | 2nd            | 400 متر         | 47.40                                                  |
| 2014           | بطولة العالم للناشئين لألعاب القوى 2014                                         | يوجين          | 27th (h)       | 400 متر         | 47.85                                                  |
| 2015           | World Relays ‏                                                                   | ناساو          | 13th (h)       | 4 × 400 m relay | 3:06.15                                                |
| 2015           | بطولة آسيا لألعاب القوى 2015                                                    | ووهان          | 17th (h)       | 400 متر         | بطولة آسيا لألعاب القوى 2015 – رجال 400 متر ‏           |
| 2015           | بطولة آسيا لألعاب القوى 2015                                                    | ووهان          | 2nd            | 4 × 400 m relay | بطولة آسيا لألعاب القوى 2015 – رجال 4 × 400 متر تناوب ‏ |
| 2015           | Military World Games ‏                                                           | مونغيونغ       | 31st (h)       | 400 متر         | 49.29                                                  |
| 2017           | البطولة العربية لألعاب القوى 2017                                               | رادس           | 2nd            | 400 متر         | 46.76                                                  |
| 2017           | البطولة العربية لألعاب القوى 2017                                               | رادس           | 3rd            | 4 × 400 m relay | 3:08.23                                                |
| 2017           | ألعاب القوى الداخلية في دورة الألعاب الآسيوية للرياضات القتالية والآسيوية 2017 ‏ | عشق آباد       | 2nd            | 400 متر         | 46.35 ‏                                                 |
| 2019           | البطولة العربية لألعاب القوى 2019 ‏                                              | القاهرة        | 3rd            | 400 متر         | 47.56                                                  |
| 2019           | بطولة آسيا لألعاب القوى 2019 ‏                                                   | الدوحة         | 21st (h)       | 400 متر         | بطولة آسيا لألعاب القوى 2019 – رجال 400 متر ‏           |
| 2019           | بطولة العالم لألعاب القوى 2019                                                  | الدوحة         | 23rd (sf)      | 400 متر         | 46.11 [الإنجليزية]                                     |

## الأرقام القياسية الشخصية
خارجي
- 200 متر - 21.58 (+0.3 م / ث، باليمبانج 2013)
- 400 متر - 45.80 (وارسو 2017)

صالات مغلقة
- 400 متر - 46.35 (عشق أباد 2017) NR

## روابط خارجية
- مازن الياسين على موقع الاتحاد الدولي لألعاب القوى (الإنجليزية)
- مازن الياسين على موقع أوليمبيديا (الإنجليزية)

- نبذة عن مازن الياسين  على موقع الاتحاد الدولي لألعاب القوى